# Ne Rendápe Aju
Ne Rendápe Aju o Vengo Junto A Ti es una guarania cuya música pertenece al compositor paraguayo José Asunción Flores. La letra pertenece al poeta paraguayo Manuel Ortiz Guerrero, y su adaptación al español es autoría de Mauricio Cardozo Ocampo. Es considerada una de las obras cumbres de José Asunción Flores y de la guarania.
Fue publicado primeramente como poema por Manuel Ortiz Guerrero, dedicado a Iluminada Arias, una guaireña de la época. Posteriormente fue musicalizado a mediados los años 1930, cuando el compositor José Asunción Flores estaba instalado en Buenos Aires. La obra toma el título de un episodio ocurrido en 1925, en la ciudad de Luque. Según el relato, se debe a una noche en que se olía a jazmines, azahares y a la sangre inminente que se derramaría a raíz de una serenata. Un poblador llamado Enrique Apolinar Barboza entonaba odas de amor a una dama para ganar su amor o reafirmar este sentimiento. En un momento dado, un disparo calla a los juglares, las melodías se vuelven gritos y el cantor cae, abrazado a su lira y en la ciénaga de su sangre dice “Nde rendápe... ajuhaguére” (Por haber venido... junto a ti). Nunca se supo sobre el autor del disparo, si fue el padre invadido en ira por el celo o un amante o marido cuya existencia el cantor ignoraba.
Flores, tras escuchar el relato de lo acontecido, toma las últimas palabras del difunto como título y compone la melodía con estructura de poema sinfónico, describiendo el episodio con la melancolía que caracteriza a la guarania. Este sentimiento de tristeza está tan presente en la composición que en la versión sinfónica se pueden oír de fondo plegarias por el infortunado cantor, como una especie de marcha fúnebre.

## Letra original
Fue publicado a mediados de 1930 bajo el título "Ne Rendápe Aju" (Vengo Junto A Ti en guaraní). La letra pertenece a Manuel Ortiz Guerrero, escrita en 1914:
Mombyry asyetégui aju ne rendápe nemomorasêgui,
ymaiteguive reiko che py'ápe che esperanzami.
Mborayhu ha y'uhéigui amanombotáma ko'ápe aguahêvo,
tañesúna ndéve ha nde poguiveipa chemboy'umi.
Yvoty nga'u hína ko che rekove,
aipo'o haguã rojapi pýpe.
He'íva nderehe los karia'ykuéra pe imandu'árupi,
kuña nde rorýva música porãicha naimbojojahái.
Che katu ha'éva cada ka'aru nderehe apensárõ,
ikatuva'erã nipo che ichugui añembyesarái.
Che azucena blanca ryakuãvurei,
eju che azucena torohetûmi.
Ku clavel potýicha ne porãitéva repukavymírõ,
ne porãitevéva el alba potýgui, che esperanzami.
Na tañemondéna jazmin memetégui che rayhuhaguãicha,
ha ku che keguýpe che azucena blanca che añuami.
Yvoty nga'u hína ko che rekove,
aipo'o haguã rojapi pýpe.
Yvága hovýicha nde resa iporãva che tormentorã nga,
nde juru ojogua ku ypotî kurúrõ rosa pytãite,
ndéicha avei porãva ne hermana vaerã niko umi estrellakuéra,
nderechasetéguinte moimbijoáva cada pyhare.

Aclaraciones sobre el fonema guaraní: la H se pronuncia de forma aspirada (como la H del inglés), la Y es una vocal gutural de tipo cerrada central no redondeada, el apóstrofo o pusó (') interrumpe la pronunciación y marca un hiato indistintamente, la ~ indica que la vocal es nasal (se pronuncia marcándola con la nariz). La J se pronuncia como la "J" inglesa, la CH se pronuncia como la "SH" del inglés, la R inicial no se pronuncia como "erre" sino como aquella R en medio de dos vocales. Por norma general, debe aclararse que en el idioma guaraní solo se acentúan gráficamente las palabras cuando estas son graves o esdrújulas; cuando no hay tilde en toda la palabra significa que la acentuación va en la última sílaba. Esto es así ya que la mayoría de las palabras en guaraní son agudas.

## Adaptación al castellano
Fue adaptado al castellano por Mauricio Cardozo Ocampo, en su libro Mis bodas de oro con el folklore paraguayo (1980):
De muy lejos vengo junto a tí, mi amada, para ponderarte;
hace mucho tiempo que vives en mi alma, mi esperanza y fe.
Sediento de amor llego aquí postrado, casi agonizante,
te imploro de hinojos, con tus lindas manos, cálmame la sed.
Si fuera mi vida perfumada flor.
Yo la arrancaría al brindarte mi amor.
Dicen los galanes cuando te recuerdan, en son de alabanza,
mujer tan alegre, cual música hermosa, no tiene rival.
Yo en cambio murmuro al caer la tarde, por ti, mi esperanza,
podré yo algún día este amor sublime llegar a olvidar.
Azucena blanca, perfumada flor.
Vení mi azucena, brindame tu amor.
Clavel florecido, imita tu boca, cuando tú sonríes;
eres más hermosa que flores del alba, ángel de mi amor.
Yo he de vestirme con jazmines blancos, porque tú me quieras,
y en mi sueño alado, sentir tus caricias, azucena en flor.
Si fuera mi vida perfumada flor.
Yo la arrancaría al brindarte mi amor.
Como azul del cielo son tus ojos bellos, para mi tormento,
igual que tu boca, capullo de rosa, fragante, punzó;
serán tus gemelas las bellas estrellas de este firmamento,
que irradian su lumbre al llegar la noche, por verte mejor.

## Intérpretes y Grabaciones
Se registran varias versiones grabadas oficialmente, a continuación varias de ellas en esta lista ordenada en forma cronológica:
- Orquesta Ortiz Guerrero, dirigida por José Asunción Flores (Dura 7:05 y se podría considerar la versión original de la canción. Está acompañada por una Orquesta Sinfónica y grabada en 1957) https://www.youtube.com/watch?v=VImM2UXNXz8
- Samuel Aguayo (Dura 3:18 y es una versión Orquestal, grabada en la década de 1950) https://www.youtube.com/watch?v=l3b4XKHB-UE
- Oscar Mendoza y Emilio Vaesken (Dura 4:25 y combina las versiones en Guaraní y Español, del LP "Joyas musicales de José Asunción Flores" de la década de 1950) https://www.youtube.com/watch?v=aYa5a3AHVlg
- Los Luceros del Paraguay (Dura 3:18 y está en su versión en Español con la traducción y adaptación de Mauricio Cardozo Ocampo, grabada en la década de 1960) https://www.youtube.com/watch?v=qRJrEbPXBbQ
- Los Tres Sudamericanos (Dura 4:30 y fue grabado en la década de 1960) https://www.youtube.com/watch?v=tO2_9QQ78p8
- Big Boys Serenaders (Dura 3:25 y fue grabado con Orquesta Típica para el LP split recopilatorio "Cocktail Musical Guaraní, vol. 1" de 1968) https://www.youtube.com/watch?v=T19H54o55Jk
- Orquesta Sinfónica y Coro Unido de la Radio y Televisión Soviética (Dura 9:44 y es una versión orquestal cantada en ruso, grabada en 1969) https://www.youtube.com/watch?v=Nw6SArr7zCc
- Jorge Ferreira (Dura 3:37 y fue grabado en la década de 1970) https://www.youtube.com/watch?v=ZEjUS33JuDg
- Rafael Ramos (Dura 3:24 y fue grabado en la década de 1970) https://www.youtube.com/watch?v=rOEb4qdcdX4
- Grupo Galilea (Dura 5:14 y fue grabado en la década de 1970) https://www.youtube.com/watch?v=WbJZ2HlBNrY4
- Graciano Pereira (Dura 4:56 y posee solo de bandoneón, fue grabado en la década de 1970) https://www.youtube.com/watch?v=J82SCWRM_rE
- Luis Carlos Lupo Encina (Dura 4:08 y fue grabado instrumentalmente en solo de Arpa en la década de 1970) https://www.youtube.com/watch?v=kyCFponh-78
- Los Hijos del Paraguay (Dura 4:26 y fue grabado en la década de 1980) https://www.youtube.com/watch?v=DnZSUwyMgL4
- Cayo Sila Godoy y Gloria del Paraguay (Dura 3:57 y fue grabado en la década de 1980. También presentado en TV en este video) https://www.youtube.com/watch?v=1GItVxrNuP0
- Perla (Dura 3:56 y se encuentra en el material "Perla en Paraguay: Sus Mejores Éxitos" de 1990) https://www.youtube.com/watch?v=h-LnZ_2FMWs
- Aníbal Chilavert y Los Ases Paraguayos (Dura 5:06 y fue grabado en Suiza en 1993) https://www.youtube.com/watch?v=GhZY3dT1HmM
- Juan B. Mora (Dura 4:40 y se encuentra en el material "Aquellas Guaranias Eternas" grabado en la década de 1990) https://www.youtube.com/watch?v=V4vnQ5gpiFY
- Los Orrego (Dura 5:03 y se encuentra en el recopilatorio "Colección de Oro, vol. 4") https://www.youtube.com/watch?v=tyKoXLCNJPc
- Los Troveros de América (Dura 4:00 y se encuentra en CD recopilatorio "Bajo el cielo del Paraguay" de 1997; aunque la grabación original es de la década de 1970) https://www.youtube.com/watch?v=V0a-cbZKohY
- Jorge "Lobito" Martínez y Teresa Stiponvich (Dura 3:36 y se encuentra en el CD "Solo Guaranias" de 1997) https://www.youtube.com/watch?v=TiCpO7_a8Bo
- Jorge Castro (Dura 4:30 y se encuentra en el CD "Castro" de 1998) https://www.youtube.com/watch?v=mhK_RKHDkeA
- Solo Requinto (Dura 3:13 y es una versión instrumental que se encuentra en el recopilatorio "Las Mejores Guaranias" del sello Sapukai Pyahu de 1999) https://www.youtube.com/watch?v=ZSrlMOX3dK8
- Paiko (Dura 5:45 y no conserva el ritmo 6/8 de la Guarania, es una versión Pop Rock en 4/4 y se encuentra en el split recopilatorio "Pasiones: Homenaje del Rock al Folklore Paraguayo" de 2001. Cuenta con la colaboración de Oscar Gómez)
- Grupo Surgente (Dura 4:42 y se encuentra en el CD recopilatorio "Sonidos de Mi Tierra" de 2003. Posee un interludio que rompe con la estructura usual de las guaranias) https://www.youtube.com/watch?v=9xPmC_adx0o
- Grupo Amistad (Dura 4:37 y fue grabado en la década de 2000) https://www.youtube.com/watch?v=VDdnHhHZTZo
- Grupo Coral Guaraní (Dura 5:46 y fue grabado en la década de 2000) https://www.youtube.com/watch?v=Bm_sdJ90QKQ
- Eduardo Zalazar (Dura 4:49 y se encuentra en el CD "Arpas en Estéreo" de 2008) https://www.youtube.com/watch?v=CoYRk8LB5go
- Almakampestre (Dura 4:32 y fue grabado en vivo en la "Casa Paraguaya" de Buenos Aires en 2014) https://www.youtube.com/watch?v=qS2kwfAqYZM
- Los Ojeda (Dura 4:35 y se encuentra en el CD y DVD en vivo "Los Ojeda en Concierto" de 2015, con Jorge Castro de invitado) https://www.youtube.com/watch?v=6IolZsZjBXk
- Guaranítica, con Julio Cáceres (Dura 6:04 al incluir la presentación de la canción, y se encuentra en el CD en vivo "Colores del río" de 2015) https://www.youtube.com/watch?v=fbMBynaShcg
- Palo Cruz (Dura 4:04 y es una versión Pop en 4/4 que se encuentra en el material "Sigo tus pasos: Homenaje a la Música Paraguaya" de 2015) https://www.youtube.com/watch?v=Wi0-TEcwrNw
- Tierra Adentro (Dura 4:00 y forma parte de su álbum en Guaraní titulado "Aguije", lanzado en 2020 y nominado a los premios Grammy de ese año) https://www.youtube.com/watch?v=z-R80SuwSMk
- Eirete (Dura 5:06 y es la única versión que incorpora elementos Contemporáneos del Pop, Rock, Worldbeat y World Music conservando el ritmo en 6/8 de la Guarania y sus elementos tradicionales en un Arreglo Moderno. Es el primer single del grupo juvenil y fue lanzado con Lyric Video y su traducción en todos los idiomas a través de subtítulos "CC" de Youtube en el aniversario de natalicio #124 de Manuel Ortiz Guerrero, el 16 de julio de 2021) https://www.youtube.com/watch?v=w1vWYma7r4Y